# Argiope amoena
Argiope amoena (лат.) — вид аранеоморфных пауков из семейства пауков-кругопрядов.
Сильно выражен половой диморфизм: самка крупная, ярко окрашенная; самец мелкий, невыразительный. Внешне A. amoena похож на близкие виды A. boesenbergi и A. magnifica. У самки A. amoena полоски на брюшке контрастнее, половые органы имеют иное строение.
При оплодотворении самец часто отламывает последний членик педипальпы, оставляя его в половом отверстии самки.
Питаются средними и крупными насекомыми, размер которых превышает 2 длины тела паука, но не больше расстояния между первой и третьей парой ног, преимущественно жуками, перепончатокрылыми и полужесткокрылыми. Мелкие насекомые свободно пролетают между нитями паутины, а крупные рвут их и вырываются.
Яд Argiope amoena содержит лектины, агглютинины и фосфолипазу.
Диплоидный набор хромосом составляет 24 гаплоидные — 11 и 13 (11 аутосом и 2 половые хромосомы X1X2). Пол определяется наличием 2 пар половых хромосом у самки и двух неспаренных половых хромосом у самца.
В 2014 году был прочитан геном митохондрий Argiope amoena.
Вид распространён в Восточной Азии. Встречается в Китае, Японии, Корее, на Тайване. Завезён на Гавайские острова, отмечен там с 1960-х годов.